# Неопротерозой
Неопротерозой (англ. Neoproterozoic Era, от др.-греч. νέος — «новый» + πρότερος — «первый, старший» + ζωή — «жизнь») — геологическая эра, последняя эра протерозоя. Началась 1 млрд лет назад и завершилась 538,8 ±0,6 млн лет назад.
Характеризуется распадом древнего суперконтинента Родиния как минимум на 8 фрагментов, в связи с чем прекращает существование древний суперокеан Мировия. Во время криогения наступило самое масштабное оледенение Земли — льды достигали экватора (Земля-снежок).
К тонийскому периоду относятся древнейшие известные ископаемые остатки животных (вероятная губка Otavia), а также хайнаньская биота — мягкотелые организмы неясного систематического положения. В конце неопротерозоя (эдиакарский период) существовала эдиакарская биота — крупные бесскелетные организмы своеобразного строения. Большинство фауны неопротерозоя не может считаться предками современных животных, и установить их место на эволюционном древе весьма проблематично.

## Периоды
Неопротерозой разделяется на три периода:
- эдиакарий (~635 — 538,8 ±0,6 млн лет назад) — эдиакарская биота, суперконтинент Паннотия;
- криогений (~720 — ~635 млн лет назад) — Земля-снежок;
- тоний (1000 — ~720 млн лет назад) — распад суперконтинента Родиния, хайнаньская биота, первые известные животные.